# Broyhanhaus
 (décembre 2021).
Broyhanhaus est un restaurant situé à Hanovre, en Basse-Saxe (Allemagne). Il a été fondé en 1576 par le maître brasseur Cord Broyhan, qui avait créé en 1526 une bière houblonnée.

## Histoire
La maison se trouve dans le centre historique de Hanovre (Altstadt). Elle est la deuxième plus ancienne maison à colombages à Hanovre. 
En 1526 Cord Broyhan crée à Hanovre une bière blonde, la Broyan Bier, qui devient un article d’exportation à succès de la ville. C'est une bière de blé non houblonnée ou peu houblonnée ; contrairement à la plupart des autres bières de son époque, elle était brassée exclusivement avec du Luftmalt, un malt dit aérien ou léger, qui était séché sur l'aire de battage et non pas dans un four ; il n'avait donc pas de saveur fumée Cette bière est considérée comme un précurseur de l’Altbier ; au XXIe siècle, elle est toujours produite par une brasserie de Hanovre,.